# Žebnik
Žebnik este o localitate din comuna Radeče, Slovenia, cu o populație de 152 de locuitori.